# 주종환
주종환(朱宗桓, 1929년 7월 10일~2014년 11월 22일)은 동국대학교 교수를 지낸 대한민국의 경제학자이다.
일본 동경대학 경제학부를 졸업하고 동대학원을 수료한 후 동국대학교에서 경제학박사학위를 받았다. 동국대학교 교수와 참여연대의 참여사회연구소 초대 이사장을 역임하였다. 그는 농업 경제에 관심을 두고 '토지공개념' 공론화를 이끌었다.

## 가족
- 아들은 주진오와 주진형이다.